# Westside Connection
Westside connection je americká hudební rapová skupina založená v roce 1994. Jejími členy jsou - Ice Cube, Mack 10 a WC. Skupina je zaměřená na žánr Gangsta rap, a West Coast rap.

## Diskografie
- Bow Down (1996)
- Terrorist Threats (2003)